# Callophrys avis
Callophrys avis é uma espécie de insetos lepidópteros, mais especificamente de borboletas pertencente à família Lycaenidae.
A autoridade científica da espécie é Chapman, tendo sido descrita no ano de 1909.
Trata-se de uma espécie presente no território português.